# Мочварно чудовиште
Мочварно чудовиште (енгл. Swamp monster) је назив за хуманоидна створења која живе у мочвари. Наводно живе у води а само повремено излазе на површину. Најчешће су виђени по ноћи. Ова створења се често појављују у медијима, појављују се и у стриповима, а пре су се правили филмови о мочварним чудовиштима.

## Опис
Описују се као голема хуманоидна створења, висока око 190 центиметара. У мочварама након виђења, људи проналазе огромне отиске стопала. Створење наводно има јако дугу длаку.
Многи их описују као што се описује Капа из јапанске митологије.